# Iniciativa para la autenticación abierta
Iniciativa para la Autenticación Abierta (por sus siglas en inglés OATH) es una colaboración a nivel de toda la industria para desarrollar una arquitectura de referencia abierta que utilice estándares abiertos para promover la adopción de una autenticación fuerte. Cuenta con cerca de treinta miembros coordinadores y contribuyentes, propone normas para diversas tecnologías de autenticación, con el fin de reducir los costos y simplificar sus funciones.

## Terminología
El nombre OATH es un acrónimo de la frase "autenticación abierta", y se pronuncia como la palabra inglesa "oath".
La OATH no está relacionada con la OAuth, un estándar abierto de autorización.